# Deisenhausen
Deisenhausen – miejscowość i gmina w Niemczech, w kraju związkowym Bawaria, w rejencji Szwabia, w regionie Donau-Iller, w powiecie Günzburg, wchodzi w skład wspólnoty administracyjnej Krumbach (Schwaben). Leży około 22 km na południowy wschód od Günzburga, nad rzeką Günz.

## Demografia
| Rok  | Liczba mieszk. |
| ---- | -------------- |
| 1970 | 1 140          |
| 1987 | 1 321          |
| 2000 | 1 464          |

## Polityka
Wójtem gminy jest Norbert Weiß, rada gminy składa się z 12 osób.
|      | Alte Wählergruppe | FW | Razem |
| 2008 | 6                 | 6  | 12    |
| 2002 | 5                 | 7  | 12    |